# Моначи (Ређо ди Калабрија)
Моначи је насеље у Италији у округу Ређо ди Калабрија, региону Калабрија.
Према процени из 2011. у насељу је живело 214 становника. Насеље се налази на надморској висини од 688 м.